# Zbrodnia w Gudovacu
Zbrodnia w Gudovacu – masowa egzekucja dokonana przez chorwackich Ustaszy na 192 (lub 196) serbskich mieszkańcach wsi Gudovac 29 kwietnia 1941.
Była to jedna z pierwszych masowych zbrodni na serbskiej ludności zamieszkującej proklamowane 10 kwietnia 1941 Niepodległe Państwo Chorwackie. Egzekucja została dokonana w odwecie za zabójstwo chorwackiego żołnierza lub według innej, podawanej przez ustaszy wersji, śmierć jedenastu Chorwatów w pobliskim Bjelovarze. Dowódca niemieckiej jednostki wojskowej stacjonującej w pobliżu miejsca zbrodni nakazał aresztowanie 40 Chorwatów odpowiedzialnych za egzekucję, jednak lokalne władze Niepodległego Państwa Chorwackiego uzyskały ich zwolnienie, twierdząc, że stracenie grupy Serbów było wewnętrzną sprawą chorwackich władz.
Pomnik pamięci zamordowanych istniał w Gudovacu do wojny w Chorwacji (1991-1995), gdy został zniszczony.